# Pequot Fort
Pequot Fort o Fuerte Pequot es el lugar de emplazamiento de un antiguo poblado fortificado situado en las inmediaciones de la actual Groton (Connecticut) que fue utilizado por la etnia amerindia pequot durante la guerra pequot de 1637. El capitán John Mason encabezó a 90 colonos europeos y 100 indígenas mohegan que masacraron en ese lugar a entre 400 y 700 hombres, mujeres y niños pequot en la que se conoce como matanza de Mystic.
El fuerte estaba situado en lo alto de la actual colina de Pequot Hill, siguiendo Pequot Avenue justo al norte del distrito de West Mystic. El 1889 se erigió en la base de la colina, en las cercanías del lugar de la matanza, una estatua en honor a John Mason esculpida por el artista James C.G. Hamilton. La estatua fue reubicada en 1992, pasando a emplazarse en la localidad de Windsor (Connecticut).
El 1990 el lugar pasó a incluirse en el Registro Nacional de Lugares Históricos de los Estados Unidos.